# Роз'їзд 71 (Казахстан)
Роз'їзд 71 (каз. рзд. 71) — станційне селище у складі Карасайського району Алматинської області Казахстану. Входить до складу Єльтайського сільського округу.
У радянські часи селище було частиною села Аксенгір.
Населення — 888 осіб (2021; 356 у 2009, 220 у 1999, 230 у 1989).